# Wendell (labdarúgó, 1947)
Wendell, született Wendell Lucena Ramalho (Recife, 1947. november 21. – Rio de Janeiro, 2022. május 23.) válogatott brazil labdarúgó, kapus.

## Pályafutása

### Klubcsapatban
1968-ban a Botafogo, 1969–70-ben a Santa Cruz, 1971 és 1977 között ismét a Botafogo, 1977 és 1979 között a Fluminense, 1980 és 1982 között újra a Santa Cruz, 1982–83-ban a Guarani, 1984–85-ben a Vila Nova, 1986-ban a Ferroviário labdarúgója volt.

### A válogatottban
1973–74-ben öt alkalommal szerepelt a brazil válogatottban.

## Sikerei, díjai
Botafogo
- Brazil kupa (Taça Brasil)
  - győztes: 1968

## Statisztika

### Mérkőzései a brazil válogatottban
| Brazília | Brazília         | Brazília                         | Brazília    | Brazília | Brazília      | Brazília   | Brazília | Brazília |
| #        | Dátum            | Helyszín                         | Hazai       | Eredmény | Vendég        | Kiírás     | Gólok    | Esemény  |
| -------- | ---------------- | -------------------------------- | ----------- | -------- | ------------- | ---------- | -------- | -------- |
| 1.       | 1973. június 6.  | Tunisz, Stade El Menzah          | Tunézia     | 1 – 4    | Brazília      | barátságos | -        |          |
| 2.       | 1973. június 21. | Moszkva, Központi Lenin Stadion  | Szovjetunió | 0 – 1    | Brazília      | barátságos | -        |          |
| 3.       | 1973. június 25. | Stockholm, Råsunda Stadion       | Svédország  | 1 – 0    | Brazília      | barátságos | -        |          |
| 4.       | 1974. április 7. | Rio de Janeiro, Maracanã Stadion | Brazília    | 1 – 0    | Csehszlovákia | barátságos | -        |          |
| 5.       | 1974. május 12.  | Rio de Janeiro, Maracanã Stadion | Brazília    | 2 – 0    | Paraguay      | barátságos | -        |          |
|          | Összesen         |                                  |             | 5        | mérkőzés      |            | 0        | gól      |